# Estoa d'Èumenes
L'Estoa d'Èumenes és un pòrtic situat al peu de l'Acròpoli d'Atenes, a la banda sud, entre els edificis del Teatre de Dionís i l'Odèon d'Herodes Àtic, i va ser construïda per ordre del rei Èumenes II de Pèrgam al segle ii aC (precisament el seu germà Àtal va fer aixecar l'anomenada Estoa d'Àtal a l'àgora, probablement a càrrec del mateix arquitecte). Era el lloc de reunió i de pas dels visitants del teatre i de l'odèon.
Construïda repenjant-se al contrafort del turó de l'Acròpoli, consta d'una gran planta rectangular de 163 metres de longitud per 17,65 metres d'amplada, amb dues galeries longitudinals separades per columnes que a la part frontal eren dòriques. Tenia dos pisos d'altura, i les columnes interiors eren jòniques, amb capitells de tipus pergamè al pis superior. Si bé originàriament la façana era una columnata de marbre, les arcades tal com les veiem ara es van construir el 1060 com a part de la muralla defensiva romana d'Orient.
Davant l'esplanada del pòrtic, a la part central, s'hi aixecava l'antic monument a Nícies (320 aC), del qual només es conserven els fonaments.